# Dorfkirche Golzow (Barnim)

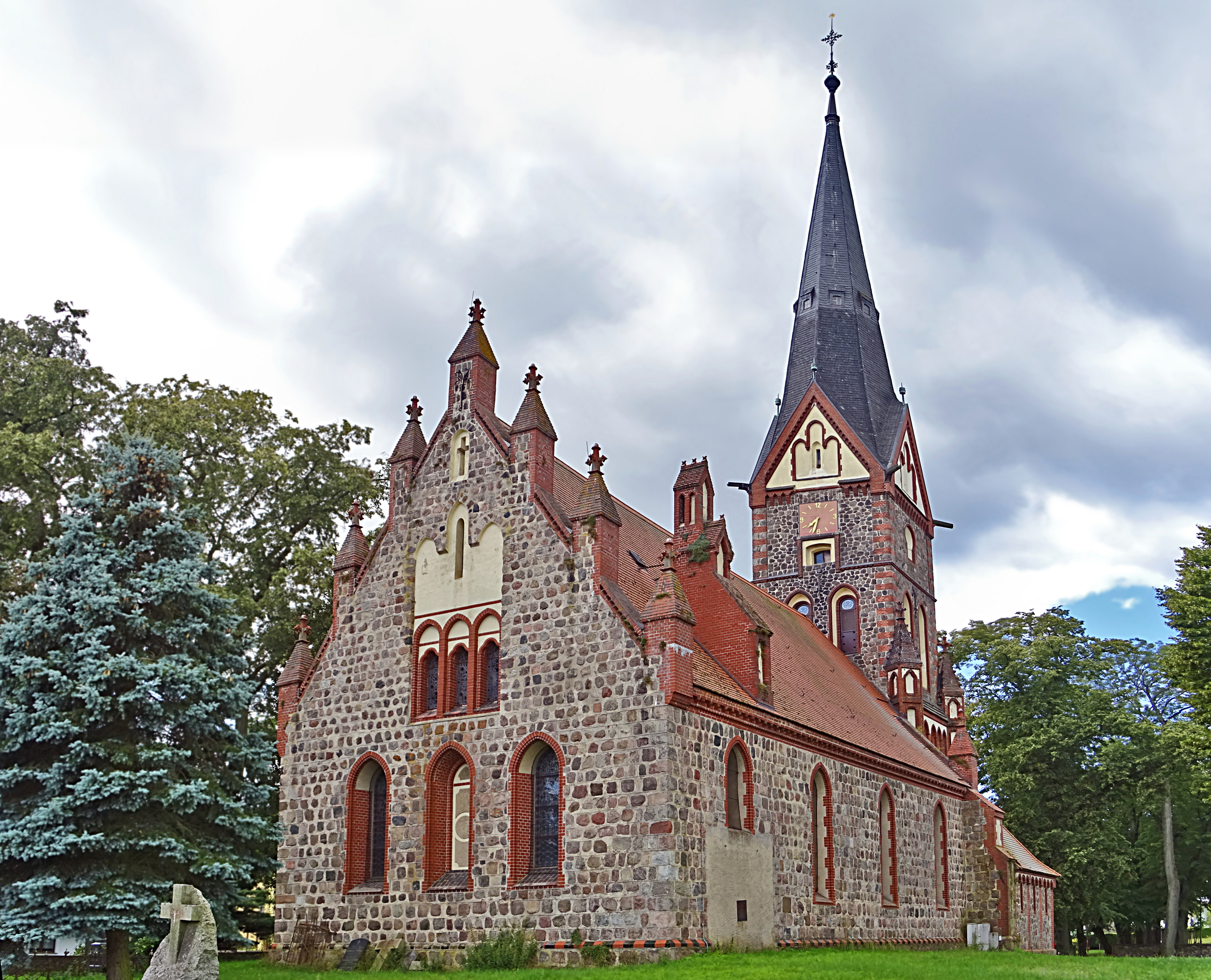
Nordostansicht

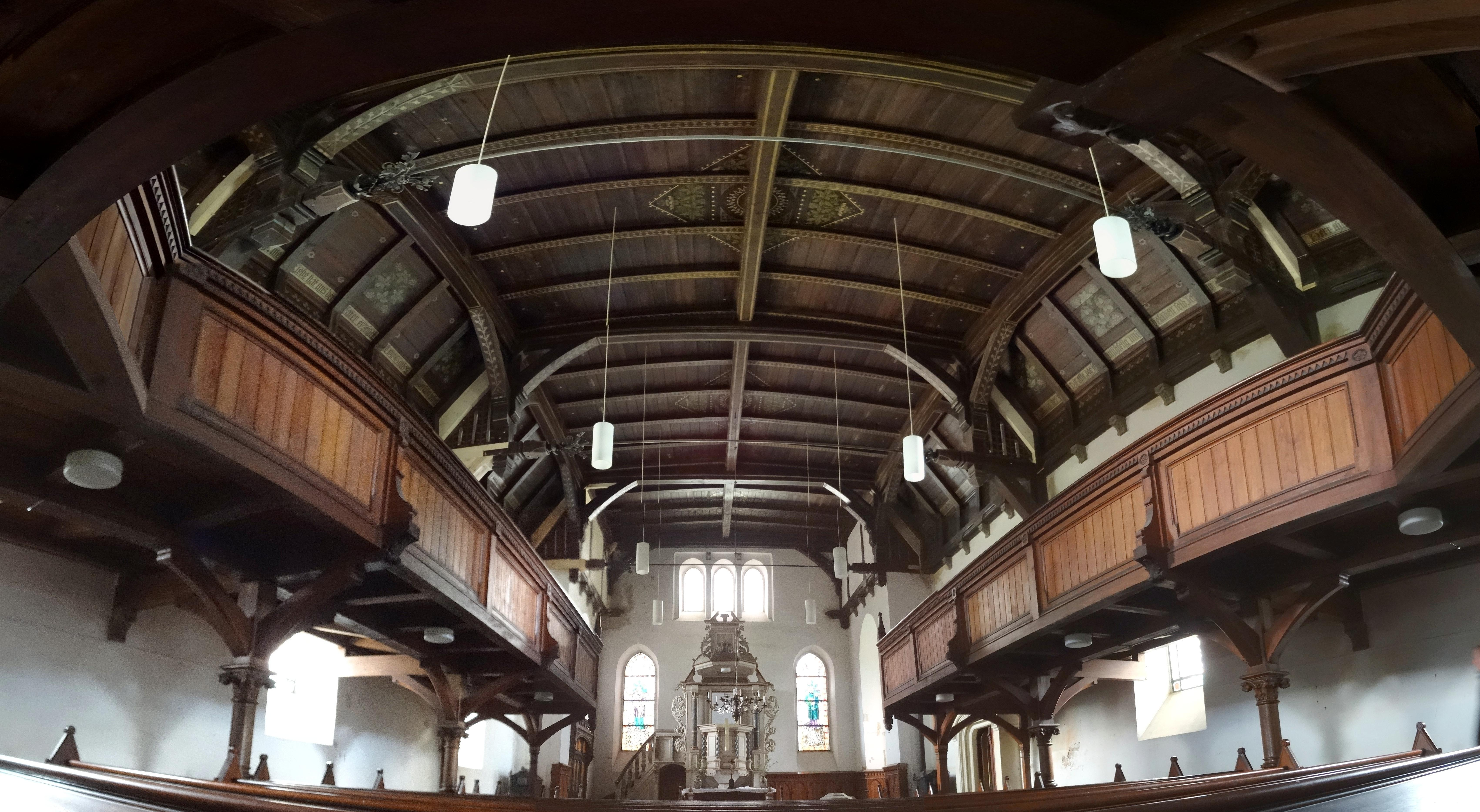
Innenansicht

Die Dorfkirche Golzow ist ein Kirchengebäude im Ortsteil Golzow der Gemeinde Chorin im Landkreis Barnim des Landes Brandenburg.

## Geschichte
Golzow wurde erstmals im Jahr 1258 urkundlich erwähnt, bereits 1277 als villa. In dieser Zeit gab es bereits einen eigenen Pfarrer, so dass davon auszugehen ist, dass in dieser Zeit bereits die Feldsteinkirche errichtet worden war.
Von 1894 bis 1898 fand nach Plänen des Regierungsbaurates Schröder ein Umbau in neugotischer Form statt. Dabei wurde ein hoher quadratischer Westturm mit Spitzhelm und seitlichen Treppenanbauten sowie einem blendengegliederten Zwischengeschoss mit Eckfialen errichtet. Ebenso wurde der Ostgiebel mit Fialen versehen. Auch die kleine Südvorhalle wurde beim Umbau angefügt.
In der Zeit der DDR fanden lediglich Notreparaturen statt. Erst 2008/2009 kam es zu umfangreichen ingenieurtechnischen Untersuchungen, die von der BTU Cottbus-Senftenberg und der Hochschule für nachhaltige Entwicklung Eberswalde begleitet wurden. Dabei wurden massive Schäden an den Dächern des Kirchenschiffs und Turms festgestellt. Die Kirchengemeinde führte unter dem Titel „Denkmal in Not“ eine Sonderausstellung durch und bat um Spenden. Anschließend musste die Kirche bis zur Durchführung von Notsicherungsarbeiten vorübergehend geschlossen werden. Mit Hilfe von EU-Mitteln wurde von 2012 bis 2014 eine Sanierung durchgeführt. Nach dem Abschluss der Arbeiten soll im Jahr 2021 ein um 1700 entstandener, zweispänniger Bestattungswagen in die Remise der Kirche zurückkehren. Der Wagen wurde von Studenten der HNE restauriert und stelle, so der Förderkreis Alte Kirchen Berlin-Brandenburg, ein „in unserer Region wohl einmaliges Zeugnis der Bestattungskultur“ dar.

## Architektur

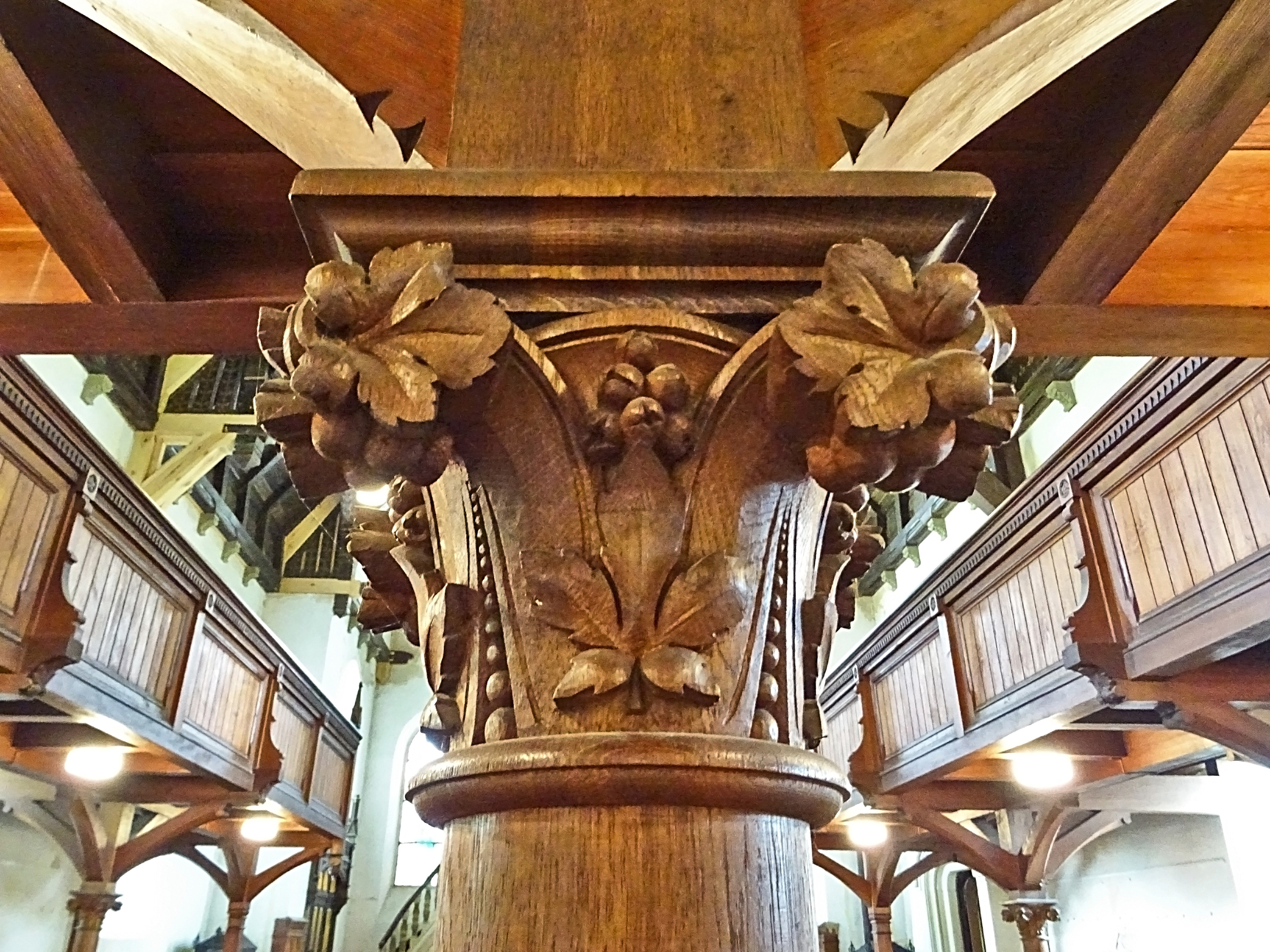
Handgeschnitzte Säulenkapitelle

Der ursprüngliche Bau aus der Mitte des 13. Jahrhunderts war ein Saalbau aus Feldsteinen mir eingezogenem Rechteckchor. Von diesem sind nur der hohe Sockel mit Abschluss aus glasierten Ziegeln, ein vermauertes Spitzbogenportal im Süden und die gestaffelte Drillingsblende im Ostgiebel erhalten.

## Innengestaltung

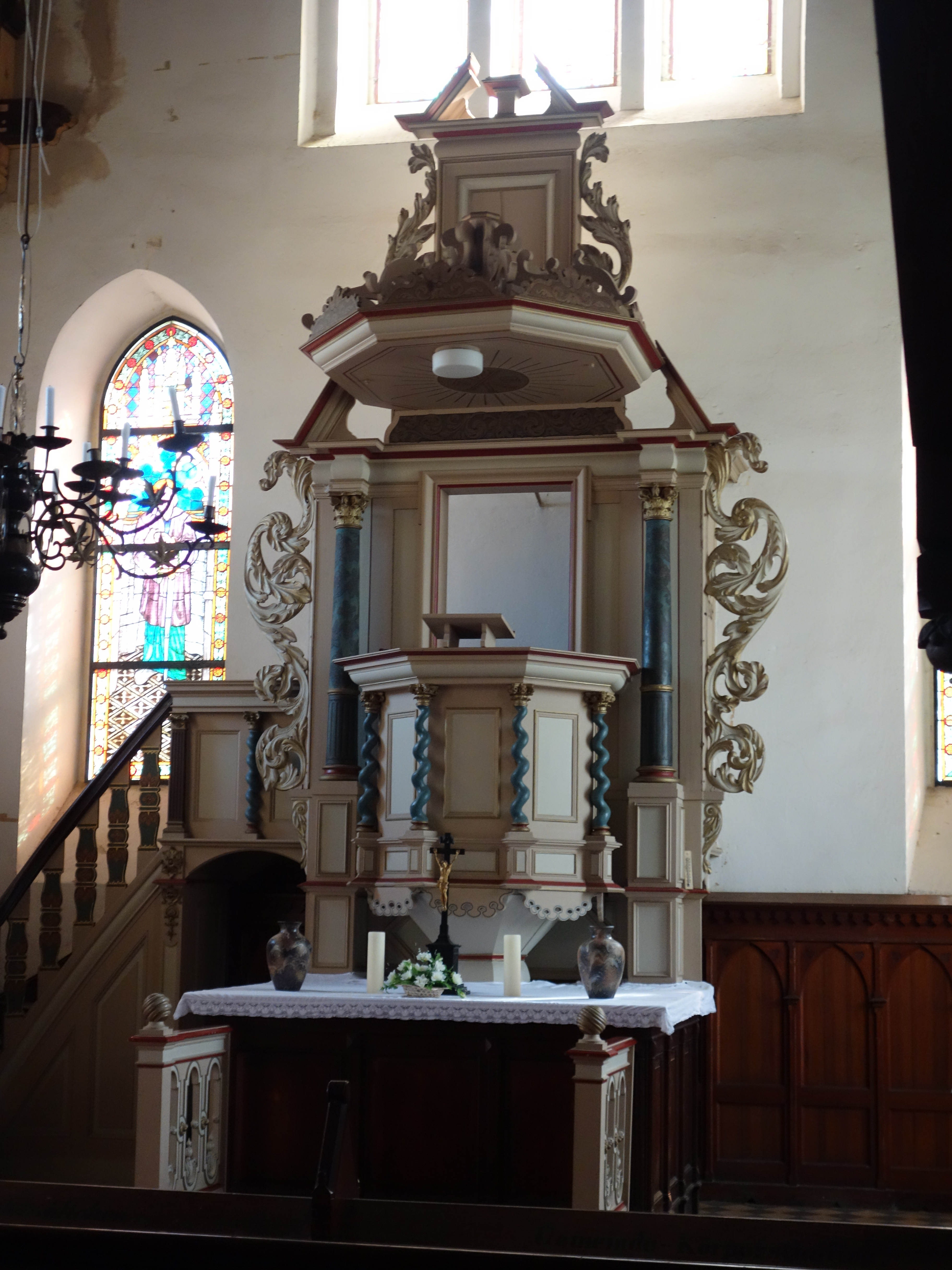
Kanzelaltar

Der Innenraum hat eine Hufeisenempore und einen Kanzelaltar von 1705, der aus dem Vorgängerbau übernommen wurde. Die Orgel aus dem Jahr 1897 mit 15 Registern auf zwei Manualen und Pedal steht auf einer dreiseitigen Empore, stammt aus der Werkstatt Wilhelm Sauer und wurde 1994 von Ulrich Fahlberg restauriert.
Ein Audiogerät lädt in verschiedenen Sprachen zum Zuhören von Geschichte und Geschichten der Region ein.